# Bestie di Satana
Le Bestie di Satana è stato un gruppo di serial killer satanisti italiani della provincia di Varese, attivi tra il 1997 ed i primi anni Duemila e responsabili di induzione al suicidio e di vari omicidi. La sentenza definitiva del 2007 ha ritenuto i membri del gruppo responsabili degli omicidi di Mariangela Pezzotta, Chiara Marino, Fabio Tollis e del relativo occultamento di cadavere, nonché del suicidio indotto di Andrea Bontade.
Anche all'estero venne dato risalto al caso, tanto che i crimini del gruppo vennero definiti tra i peggiori commessi in Italia.
Successivamente sono stati ipotizzati dei collegamenti con altri suicidi e omicidi commessi nella stessa zona, arrivando a ipotizzare fino a diciotto vittime, tra cui Andrea Ballarin e Christian Frigerio. In mancanza di un quadro probatorio non è stata aperta nessuna nuova inchiesta e gli imputati sono ritenuti responsabili solo dei summenzionati reati.

## Storia
Nato nella seconda metà degli anni novanta, il gruppo era più che altro dedito all'uso di sostanze stupefacenti, come ammesso anche dagli stessi membri nel corso dei processi; alcuni membri del gruppo erano noti nel circondario come spacciatori di droghe. Il gruppo si ispirava al cosiddetto satanismo acido, anche se la vocazione satanista era alquanto confusa, limitandosi allo sfoggio di simboli esoterici quali pentacoli, croci rovesciate e il numero 666 (il "numero della Bestia" dell'Apocalisse di Giovanni). 
Secondo quanto ricostruito dagli inquirenti, i membri di più vecchia data erano Nicola Sapone e Paolo Leoni, conosciutisi casualmente durante una visita di leva. Nicola Sapone, idraulico e incensurato, aveva condotto fino ad allora una vita normale, mentre Leoni, commesso all'ipermercato Metro di Cesano Boscone, era figlio di un ex-detenuto per omicidio, noto nella zona come satanista.
I luoghi abituali di ritrovo del gruppo erano il parco Sempione e la fiera di Sinigallia a Milano. Il clima di esaltazione dovuto alle droghe e la connotazione simil-satanica del luogo facevano sì che le pratiche degli aderenti al gruppo fossero delle “prove di coraggio” che venivano eseguite a cuor leggero a causa dello stordimento (come durante i riti d'affiliazione) oppure, in un ambito che era più o meno consapevolmente nichilista, le sedute consistevano nell'infliggere dolore fisico.
I riti di affiliazione si svolgevano tramite il superamento di prove di coraggio, suggellate nel momento della riuscita da un patto di sangue, una volta compiuto il quale si sarebbe potuti uscire dal gruppo soltanto da morti.
Dalla testimonianza di Andrea Volpe emerge, ad esempio, che una volta al giovane Fabio Tollis vennero spenti mozziconi di sigaretta sul corpo, mentre Leoni, lo mordeva sul collo. In un'altra occasione, lo stesso Leoni, capo carismatico del gruppo, venne fermato dalla polizia e accompagnato a casa dopo essere stato sorpreso a camminare sui binari della metropolitana, completamente ubriaco e sotto l'effetto di stupefacenti, mentre gridava frasi sconnesse. Nel corso di un'intervista rilasciata in carcere, il giovane, ricordando l'episodio, raccontò che in realtà fu un tentativo di suicidio a seguito della perdita, a pochi mesi di distanza l'uno dall'altra, del padre e della sorella.

### Primo tentativo di omicidio di Fabio Tollis e Chiara Marino
La diciannovenne Chiara Marino, amica di Paolo Leoni, era innamorata di lui ed era l'unica ragazza stabilmente affiliata al gruppo, mentre altre giovani si allontanarono in quanto turbate dai rituali, dalle violenze e dalle minacce subite. Una ex-fidanzata di Leoni, amica della Marino, dichiarò che in diverse occasioni Leoni l'aveva aggredita e percossa, ferendola al collo, e aveva descritto il giovane come una persona esaltata, pericolosa e del tutto inaffidabile.
Uno dei membri, Mario Maccione, dichiarò agli altri membri che la Marino «incarnava la Madonna», generando ulteriori ritorsioni contro di lei. Ciò provocò nella ragazza un trauma psicologico e l'intenzione di uscire dal gruppo. A seguito di questo, gli altri, una volta che ne furono al corrente, decisero di ucciderla. Nel primo tentativo Sapone e gli altri la stordirono con una dose di tranquillanti, la portarono in un posto frequentato da tossicodipendenti per drogarla e simulare una morte per overdose di eroina ma l'arrivo di una volante li fece desistere e scappare.
Nel frattempo il sedicenne Fabio Tollis si era reso conto della piega che stava prendendo il gruppo e manifestò l'intenzione di andarsene, cosicché il gruppo decise di eliminare anche lui. Tollis, il membro più giovane del gruppo, era cantante e bassista di un gruppo chiamato Infliction; si unì al gruppo soprattutto in virtù dell'interesse per l'heavy metal e aveva più volte lasciato intendere di non prendere sul serio i rituali satanici, giungendo anche a imitare per gioco gli stati di presunta trance in cui cadeva Maccione. La notte del 31 dicembre 1997 i componenti del gruppo fecero in modo che Tollis e la Marino si ritrovassero da soli in un'auto messa a disposizione da Pietro Guerrieri, uno dei membri. Gli altri posizionarono un petardo nel tubo di scappamento e la vettura esplose e prese fuoco molto lentamente, in modo che i due poterono allontanarsi senza nemmeno avvedersi dello scampato pericolo.

### Omicidio di Fabio Tollis e Chiara Marino
Nel gennaio 1998 il gruppo decise di ritentare l'omicidio e, col pretesto di un rito, Sapone, Volpe e Maccione attirarono i due ragazzi in una trappola, conducendoli nottetempo nei boschi di Mezzana Superiore, dove li aspettava una fossa profonda quasi due metri, scavata giorni prima da Sapone e Volpe, unitamente a Pietro Guerrieri e Andrea Bontade. Quest'ultimo doveva farsi trovare sul posto per fare da palo, ma non ne ebbe il coraggio e non si presentò sul luogo.
Una volta giunti sul luogo, la Marino venne uccisa a pugnalate da Sapone, mentre Volpe e Maccione si avventarono sul Tollis che, forte della sua prestanza fisica, tentò invano di difendere l'amica. Tollis venne sopraffatto a coltellate da Maccione e poi colpito ripetutamente sul capo con una mazzetta da muratore; Sapone gli infilò in bocca un riccio di castagno per soffocare le sue urla e gli inflisse una coltellata alla gola. Al termine le due vittime vennero gettate nella fossa. Due settimane dopo Sapone e Bontade si recarono nuovamente nel bosco per far sparire le tracce dell'assassinio, rimuovendo il fogliame macchiato di sangue e versando ammoniaca sulla fossa, per evitare che qualche animale fiutasse l'odore dei cadaveri. I corpi di Tollis e della Marino, ormai mummificati, saranno ritrovati dai carabinieri il 18 maggio 2004, a seguito delle indagini relative all'omicidio di Mariangela Pezzotta.
Poco prima di allontanarsi con gli amici verso Somma Lombardo, Fabio Tollis fu costretto da Sapone a telefonare a casa per avvisare il padre che non sarebbe rientrato a dormire, ma avrebbe trascorso la notte in casa dell'amica Chiara Marino. Il padre del giovane si insospettì e si diresse verso un locale abitualmente frequentato dalla compagnia di amici, arrivando però troppo tardi, quando il figlio era già partito con il gruppo. Michele Tollis in seguito dichiarerà che Leoni aveva tentato di calmarlo, asserendo che Fabio si era appartato per flirtare con la Marino, che sarebbe tornato presto e non era assolutamente il caso di preoccuparsi.
Nei giorni successivi i membri del gruppo collaborarono attivamente alle indagini, distribuendo volantini con le fotografie degli amici da loro stessi uccisi, lasciandosi intervistare dal programma televisivo Chi l'ha visto? e dichiarandosi molto preoccupati per la sorte degli amici, facendo anche appelli televisivi perché tornassero a casa. Qualche mese dopo alle ricerche iniziò a contribuire anche la rivista Metal Shock nel numero 261 del 16-30 aprile 1998, che inserì in seconda copertina una foto di Tollis. Leoni suggerì che la Marino e Tollis potessero essere fuggiti insieme in Spagna, dove la ragazza aveva stretto diverse amicizie nel corso di una vacanza.

### Suicidio indotto di Andrea Bontade
Il diciannovenne Andrea Bontade, colpevole di non essersi presentato la sera dell'omicidio di Tollis e della Marino, fu vittima di vari tentativi degli altri membri di stordirlo con un cocktail a base di droghe pesanti con lo scopo di indurlo al suicidio. 
Infine, una sera gli intimarono: «Se non lo fai tu lo facciamo noi». Il 21 settembre 1998 Bontade, al termine di una serata trascorsa in un locale con gli altri membri, durante la quale aveva bevuto parecchi alcolici e assunto stupefacenti, salì sulla sua Fiat Punto e si schiantò contro un muro ad alta velocità a Gallarate, morendo sul colpo.

### Omicidio di Mariangela Pezzotta
Il giorno di capodanno del 2004 Andrea Volpe ricevette da Nicola Sapone l'ordine di assassinare Mariangela Pezzotta, ex-ragazza di Volpe, che conosceva troppi dettagli sulla scomparsa di Fabio Tollis e Chiara Marino. Sapone diede a Volpe un mese di tempo per eseguire l'ordine. Con il pretesto di una videocassetta da farsi restituire, Volpe invitò a cena la Pezzotta nella baita di Golasecca. Mentre Elisabetta Ballarin, la sua nuova fidanzata, era in cucina a preparare due dosi di speedball, egli, dopo una violenta discussione con la sua ex compagna, le sparò due colpi al volto, senza però ucciderla. Volpe e la Ballarin, in condizioni alterate a causa delle droghe assunte, chiamarono in aiuto Sapone, il quale finì l'agonizzante vittima a colpi di badile nella serra antistante lo chalet e, subito dopo tornò a casa propria a Dairago, presso Legnano. Prima di andarsene, ordinò di lavare via ogni traccia di sangue, di seppellire la Pezzotta nel giardino e di spingere nel fiume la sua automobile. Sapone dirà poi di non essere stato lui a commettere quel delitto, ma di essere stato chiamato da Volpe a omicidio già commesso.
Una volta seppellita la Pezzotta, la Ballarin guidò l'auto della vittima per farla scivolare nel canale Villoresi vicino alla diga di Panperduto a Somma Lombardo, con Volpe che la seguì con la sua auto. La ragazza, però, a causa delle condizioni psicofisiche alterate per l'assunzione di cocaina ed eroina, non riuscì a condurre nel fiume la macchina e andò a incastrarsi su un muretto. Volpe scese dalla sua auto, si accorse delle condizioni della Ballarin ormai prossima al collasso, e si recò verso un parcheggio poco distante, invocando soccorso e dando in escandescenze.
A una pattuglia dei carabinieri accorsa sul posto inizialmente dichiarò che lui e la fidanzata erano stati aggrediti da alcuni balordi, mentre si trovavano appartati in auto, ma i carabinieri si resero velocemente conto che in realtà la coppia aveva avuto un incidente d'auto causato dall'assunzione di stupefacenti e alcol e fece trasportare entrambi i giovani in ospedale. Qui Elisabetta, ancora sotto l'effetto della droga, cominciò a mugugnare e ripetere frasi, apparentemente sconnesse, riguardanti la morte di una certa "Mariangela". A questo punto i carabinieri, assieme alla procura, iniziarono a indagare e il giorno successivo venne ritrovato il corpo della Pezzotta nella serra dello chalet dei Ballarin, dove era stata sepolta che ancora respirava - come dichiarato da Volpe durante gli interrogatori.

### Omicidio di Andrea Ballarin
Andrea Volpe chiese di essere interrogato dalla procura per il suicidio di Andrea Ballarin, il ragazzo che venne ritrovato impiccato il 7 gennaio 1999 a Somma Lombardo. Volpe confessò che quello che era avvenuto non fu un suicidio, ma un omicidio. Il membro del gruppo raccontò di aver commesso questo delitto in compagnia di altri due componenti della setta Paolo Leoni e Nicola Sapone. Secondo la versione di Volpe questo omicidio venne eseguito a seguito di una discussione che Nicola Sapone ebbe con Andrea Ballarin molto tempo prima. Paolo Leoni minacciò Ballarin con un machete, mentre Sapone e Volpe lo legarono e imbavagliarono con uno scotch per poi rinchiuderlo nel bagagliaio dell'auto. Arrivati nei pressi della scuola di Somma Lombardo Volpe insieme a Sapone lanciarono il ragazzo oltre le cancellate, Leoni non riuscì a prenderlo al volo e il ragazzo cadde a terra prima di essere impiccato. Tuttavia la confessione trovò molte incongruenze, gli inquirenti esaminando il cadavere non riscontrarono segni di caduta e i legali di Sapone mostrarono alla procura i biglietti della vacanza a Cuba dove il loro assistito era stato proprio nel periodo dei fatti scagionandolo così dall'accusa. Volpe in seguito ritrattò. Mario Maccione tuttavia continua a collegare questo caso agli altri componenti del gruppo. Di recente proprio Maccione nel suo canale Youtube ha fatto un appello per mettersi in contatto con qualcuno che conoscesse all'epoca Andrea Ballarin.

### Scomparsa di Christian Frigerio e possibili collegamenti con la setta
Il 14 novembre del 1996 Christian Frigerio, operaio edile di Brugherio, scomparve all'età di 23 anni mentre usciva in sella alla sua bicicletta. Da quel giorno Frigerio non fece più ritorno a casa. Dopo gli arresti dei componenti delle Bestie di Satana, si cominciò a ipotizzare che altri morti o suicidi indotti potessero essere riconducibili al gruppo tra cui anche la sparizione di Christian Frigerio. Annalia Ferrarese, madre di Christian, raccontò di aver notato nell'ultimo periodo dei segni di sigarette spente e dei morsi sul corpo del figlio, stessi segni e stessi morsi che aveva riportato anche una delle vittime della setta, Fabio Tollis. La donna inoltre aggiunse che Christian ai tempi conobbe Massimino Magni soprannominato "Putiferium". L'avvocato di Magni respinse le accuse al carico del suo assistito specificando che il soprannome non poteva essergli stato attribuito nel 1996 perché Magni all'epoca non era ancora entrato in contatto con i membri delle Bestie di Satana. Tuttavia successivamente Michele Tollis mostrò una foto scattata nel 1996 di suo figlio Fabio in compagnia di Massimo Magni e di Paolo Leoni, e due testimoni che conoscevano Christian che si fecero intervistare a volto coperto parlarono di come il ragazzo fosse entrato a tutti gli effetti all'interno di una setta, e su come venisse maltrattato. Uno degli intervistati raccontò che Frigerio fu freddato e sepolto. Tutto questo non bastò però per dare un risvolto alla vicenda. Nel 2008 Mario Maccione in un'intervista dichiarò che Christian Frigerio fosse una delle tante vittime del gruppo. Le ricerche e gli scavi non portarono a niente, e Maccione ritrattò in seguito. Ancora oggi Anna Lia Ferrarese è fermamente convinta del collegamento della scomparsa di Christian alle Bestie di Satana, e si batte per avere giustizia.

### Le indagini
Dopo il ritrovamento del cadavere della Pezzotta, dalla confessione di Volpe emerse che egli fu costretto ad agire sotto ricatto da Sapone, che lo aveva minacciato lasciandogli intendere che anche lui e la Ballarin sarebbero stati uccisi qualora non si fossero liberati della vittima. Inizialmente Volpe sostenne davanti agli investigatori di aver sparato a Mariangela durante una lite degenerata a causa della droga e la pista satanica non venne inizialmente presa in considerazione.
Michele Tollis, padre dello scomparso Fabio (amico di vecchia data di Volpe), da anni cercava di capire dove fosse finito suo figlio e aveva cominciato a frequentare l'ambiente per farsi un'idea; portò il caso alla trasmissione di Rai 3 Chi l'ha visto? partecipando a numerose puntate nel corso degli anni; sin dal principio, non si fidò degli affiliati alle “Bestie di Satana”, i quali sostenevano che Fabio fosse scappato con Chiara per ragioni sentimentali.
Quando Michele Tollis seppe dell'arresto di Volpe, ipotizzò agli inquirenti che la scomparsa del figlio potesse essere collegata col delitto Pezzotta. Durante un interrogatorio Volpe decise di collaborare e confessò gli omicidi di Mariangela Pezzotta, Chiara Marino e Fabio Tollis e l'induzione al suicidio di Andrea Bontade.

## Processi
Le vittime sono:
- Fabio Tollis, 17 gennaio 1998 - presso Somma Lombardo
- Chiara Marino, 17 gennaio 1998 - presso Somma Lombardo
- Andrea Bontade, 21 settembre 1998 - presso Somma Lombardo
- Mariangela Pezzotta, 24 gennaio 2004 - presso Golasecca

Per gli omicidi di Chiara Marino, Fabio Tollis e Mariangela Pezzotta, il 31 gennaio 2006 la Corte d'assise di Busto Arsizio condannò Nicola Sapone a due ergastoli e all'isolamento diurno per tre anni; Paolo Leoni e Marco Zampollo a 26 anni, Elisabetta Ballarin (nonostante non facesse parte del gruppo, non fosse a conoscenza degli altri omicidi e fosse stata solo testimone, sotto effetto di stupefacenti, dell'omicidio di Mariangela) a 24 anni e tre mesi ed Eros Monterosso a 24 anni.
Nel giugno 2006, la Corte d'Assise d'Appello di Milano ridusse la pena per Andrea Volpe (già condannato in primo grado a 30 anni per gli omicidi commessi alla guida del gruppo) a 20 anni di carcere, e a 12 anni e 8 mesi la pena di Pietro Guerrieri, in precedenza condannato a 16 anni.
Il 15 maggio 2007 la Corte d'Assise d'Appello di Milano condannò Nicola Sapone a un doppio ergastolo e isolamento diurno per 18 mesi; Paolo Leoni all'ergastolo e isolamento diurno per 9 mesi; Elisabetta Ballarin a 23 anni di carcere; Eros Monterosso a 27 anni e 3 mesi e Marco Zampollo a 29 anni e 3 mesi. Andrea Volpe a 20 anni per aver collaborato con la giustizia alla risoluzione del caso.
Il 25 ottobre 2007 la Corte di Cassazione confermò le condanne. Il 9 novembre 2007 la Corte d'Assise d'Appello di Brescia condannò a 19 anni e mezzo Mario Maccione, all'epoca dei fatti contestati minorenne, inasprendo la precedente condanna a 16 anni di reclusione.

### Sviluppi successivi
- Pietro Guerrieri dopo aver scontato 7 dei 12 anni e 8 mesi a cui era stato condannato nel 2007 dalla Corte d'appello di Milano, viene dato in prova in affidamento a una comunità di recupero nel maggio 2012.[20] Nel 2013 viene definitivamente scarcerato.
- Mario Maccione dopo aver scontato 13 dei 19 anni e mezzo a cui era stato condannato nel 2007 dalla Corte d'Appello di Brescia, viene scarcerato nell'ottobre del 2017.
- Andrea Volpe dopo aver scontato 16 dei 20 anni a cui era stato condannato nel 2007 dalla Corte d'Appello di Milano, viene scarcerato il 14 marzo 2020.[21]
- Alberto Ballarin, padre di Elisabetta, morì a Milano il 26 agosto 2005, dopo essere stato ricoverato da due settimane a causa di un infarto, pochi mesi dopo aver annunciato a Varesenews una futura pubblicazione di Satanisti della mutua, dove venivano svelati molti nuovi particolari sulla vicenda.[22] Nel 2011 anche la madre di Elisabetta Ballarin fu trovata nella propria abitazione, morta a causa di un malfunzionamento della caldaia.[23]
- Dopo sette anni dall'arresto, a Elisabetta Ballarin è stata concessa la semilibertà per motivi di studio[24]: la ragazza può uscire dal carcere per frequentare le lezioni universitarie al di fuori del carcere di Verziano. Dopo una laurea triennale in Didattica dell'arte presso l'Accademia di Santa Giulia di Brescia, ha intrapreso il biennio specialistico in grafica e comunicazione e alla ragazza è stata consegnata una borsa di studio nel febbraio 2013. Lo stesso anno ha lavorato come guida turistica nel Comune di Monte Isola[25]. Successivamente ha chiesto la grazia al Presidente della Repubblica, sottoscritta anche dal sindaco di Brescia Adriano Paroli[26]. Il 12 maggio 2017, usufruendo dell'affidamento in prova, ottiene l'autorizzazione a non soggiornare più in carcere.[27]

## Altri sospetti
Il coinvolgimento delle "Bestie di Satana" è stato sospettato in altri casi di omicidi, scomparse e morti sospette di persone legate in vario modo a membri del gruppo, fino a quattordici. Tra di essi:
- Fabio Rapalli, 31 anni, trovato morto mummificato in un bosco di Pontremoli il 6 settembre 1996[38][39][40];
- Christian Frigerio, 23 anni, operaio edile di Brugherio scomparso il 14 novembre 1996 e mai ritrovato; Mario Maccione nel 2008 collegò Christian Frigerio come vittima della setta, ritrattò in seguito.
- Roberto Bossi, 31 anni, trovato morto a poche centinaia di metri dal luogo del ritrovamento del corpo di Rapalli nel 1998[38][39][40].
- Dennis Carullo, 25 anni, trovato cadavere ad Arsago Seprio nel 1998;
- Andrea Ballarin, 21 anni, trovato impiccato nella scuola di Somma Lombardo che aveva frequentato, il 7 maggio 1999; Andrea Volpe confessò questo omicidio, successivamente ritrattò, Mario Maccione sostiene che Ballarin sia stata una delle vittime del gruppo.
- Angelo Lombardo, 28 anni, custode del cimitero di Legnano, viene trovato carbonizzato nello stesso il 14 dicembre 1999.
- Antonio Grasta, non legato al gruppo ma conoscente di alcuni componenti, viene trovato cadavere nei boschi di Lonate Pozzolo il 13 ottobre 2000.
- Doriano Molla, 26 anni, trovato impiccato nei boschi di Cavaria con Premezzo il 27 dicembre 2000.
- Luca Colombo, 21 anni, lavorava anche lui nel cimitero di Legnano come fioraio, viene trovato impiccato nella sua casa di Legnano (vicino al corpo un biglietto recitava "sono perseguitato") il 5 maggio 2004.
- Alberto Scaramuzzino, 18 anni, falegname di Dairago, trovato carbonizzato nella sua macchina ad Arconate il 23 maggio 2004.

In nessuno di questi casi, tuttavia, è mai stato dimostrato il coinvolgimento del gruppo; le morti di Ballarin, Dennis Carullo, Colombo, Lombardo, Molla e Scaramuzzino sono state archiviate come suicidi. Mario Maccione ha accusato altri membri del gruppo (Sapone, Volpe, Leoni, Zampollo e Monterosso) della responsabilità di tali delitti, accuse tuttavia da essi respinte e mai dimostrate. La madre di Molla morì suicida nel 2012, poco tempo dopo l'archiviazione del caso da parte della Procura di Busto Arsizio.

## Controversie
- La vicenda ha suscitato enorme scalpore in tutta Italia e ha dato inizio a una lunga serie di dibattiti sulla devianza giovanile e sul legame tra heavy metal, di cui il gruppo era appassionato, satanismo e violenza. Nel febbraio 2005 un'università cattolica romana collegata al Vaticano programmò un corso di due mesi sulla possessione diabolica e l'esorcismo per sacerdoti e seminaristi. Don Aldo Buonaiuto, sacerdote responsabile del "Numero Verde Antisette" dell'Associazione Giovanni XXIII, manifestò forti allarmismi riguardo alla musica metal dicendo: «Se la musica diventa uno strumento di atti nefandi e morte deve essere fermata».[5] Anche l'esorcista Gabriele Amorth espresse la sua opinione: «Sicuramente c'è Satana che agisce in queste occasioni. Prima le tre ragazze di Chiavenna, poi Erica e Omar, e adesso la banda giovanile di Somma Lombardo. Tutti casi che ho studiato bene. Quei ragazzi erano dediti al Demonio, leggevano libri satanici. E che ferocia inaudita nei loro atti!».[48]

- Gli Slayer, famoso gruppo metal statunitense, vennero accusati di aver influenzato il comportamento dei membri del gruppo con i testi delle proprie canzoni sia in Italia sia negli USA per un caso analogo, quello di Elyse Marie Pahler, una giovane torturata e uccisa da tre coetanei amanti della band americana. I giovani della setta lombarda passavano nottate intere ad ascoltare la loro musica al massimo del volume, sia mentre celebravano i rituali, sia vagando in auto nei pressi di Cardano al Campo (ove frequentavano spesso un locale di musica rock) e nei boschi della Malpensa.[49] Una loro canzone avrebbe poi istigato un ragazzo affiliato al gruppo, Davide R., a impiccarsi nel bosco dietro casa sua ma le ipotesi ritengono che il suicidio sia stato causato dalle continue minacce di morte ricevute da Volpe.[49] Venuto a conoscenza dell'accaduto, Jeff Hanneman, chitarrista degli Slayer, rigettò le accuse: «Chi ha cercato nella musica le ragioni di un delitto non ha capito nulla e ha dimostrato una volta per tutte la propria ignoranza. Tutto ciò è tremendamente stupido, perché se qualcuno arriva a compiere un gesto così estremo è mosso da ragioni che vanno ben oltre l'ascolto degli Slayer. Se una persona non ci sta con la testa può essere spinta a uccidere da un disco ascoltato, ma anche da un film visto in televisione, dalla rottura con la fidanzata... da tutto!».[50]

- Marco Dimitri, leader dell'associazione bolognese "Bambini di Satana", disse: «Penso sia un fenomeno più legato ai drammi personali che al satanismo. Le indagini hanno fatto emergere realtà più drammatiche come, ad esempio, la droga. Alcuni erano da tempo in cura psichiatrica. Non vi è nulla di culturale, solo un dramma nel dramma.»[48] Secondo Maria Greca Zoncu, GUP di Busto Arsizio, le Bestie di Satana «non erano un'associazione per delinquere ispirata al satanismo, ma solo un'aggregazione di personalità deboli, immature, ineducate, sostanzialmente svantaggiate, che hanno costruito un maldestro edificio nel quale albergare la loro assoluta povertà morale».[51] Lo stesso Mario Maccione, che iniziò a suonare la chitarra a 15 anni, dichiarò: «Se avessi pensato solo a suonare, non sarei finito in questa storia. La musica non c'entra niente».[52]

## Nella cultura di massa

### Film
- In nomine Satan (2012), di Emanuele Cerman[53][54][55]

### Podcast
- Indagini: Lombardia, 1998-2004 (2022), podcast in due puntate a cura di Stefano Nazzi[56]
- One More Time Podcast di Luca Casadei: Mario Maccione, le Bestie di Satana (2024), 2 episodi da due ore l'uno a cura di Luca Casadei
- BESTIE (2024), podcast in sette puntate a cura di Antonio Cristiano e Marco Maisano[57]

### Teatro
- Poco più di un fatto personale (2022), di Marco Di Stefano e Chiara Boscaro, regia di Stefano Beghi e produzione di La Confraternita del Chianti/Karakorum Teatro[58][59][60]